# یانا کالینینا
یانا کالینینا (اوکراینی: Яна Миколаївна Калініна؛ زادهٔ ۱۴ نوامبر ۱۹۹۴) بازیکن فوتبال اهل اوکراین است.
از باشگاه‌هایی که در آن بازی کرده‌است می‌توان به اشاره کرد.
وی همچنین در تیم‌های ملی فوتبال Ukraine women's national under-19 football team و زنان اوکراین بازی کرده‌است.